# Límite (teoría de categorías)
En teoría de categorías, una rama de la matemática, la noción abstracta de límite captura las propiedades esenciales de las construcciones universales tales como productos y límites inversos. La noción dual de colímite generaliza construcciones tales como uniones disjuntas, sumas directas, coproductos, pushouts y límites directos.
Los límites y colímites, como las nociones fuertemente relacionadas con propiedades universales y funtores adjuntos, requieren un gran nivel de abstracción. De manera que, para entenderlos, es útil estudiar primero los ejemplos específicos de esos conceptos que serán luego objeto de generalización.

## Definición
Empezamos definiendo el cono de un funtor covariante {\displaystyle F:J\rightarrow C}, en el sentido teoría de categorías, ayudándonos del siguiente diagrama, que constará de:
- dos objetos de la categoría {\displaystyle J}: {\displaystyle X} e {\displaystyle Y},
- un morfismo {\displaystyle f}, de dicha categoría, {\displaystyle f:X\rightarrow Y}Y,
- las imágenes por {\displaystyle F} de los dos objetos {\displaystyle X} e {\displaystyle Y},
- la "{\displaystyle F}-imagen" del morfismo {\displaystyle f} (imagen de {\displaystyle f} por {\displaystyle F}: {\displaystyle F(f)}),
- un objeto L de la categoría C, "vértice" del "cono", y
- los conjuntos de morfismos X e Y (los llamamos igual que los objetos X e Y), que constan de todos los morfismos desde L a F(X), y desde L hacia F(Y).

Si el objeto en J es X, en la definición de cono que damos decimos "X" también al conjunto de flechas que van del objeto L sobre el que hacemos el cono hacia dicho X. Además, el cono sobre L lo denotaremos así: (L, X), queriendo decir que hacemos la colección de todas las familias de flechas que apuntan desde L, esto es, esos conjuntos de flechas "X" en la categoría codominio del funtor F y que hemos denominado "varias" para sugerir que pueden ser varias.
Un límite del funtor F es entonces un "cono universal". Esto es, decimos que el cono (L, X) es un límite para el funtor F si y sólo si para todo otro cono (N, X) de F, existe un único morfismo u: N {\displaystyle \rightarrow } L tal que X · u = X. Esto es, podemos decir que los morfismos X factorizan a través de L con la factorización única u. 
Las definiciones de colímite y de cocono se obtienen considerando la definición dual a las de límite y cono.